# Kebelj
Kebelj – wieś w Słowenii, w gminie Slovenska Bistrica. W 2018 roku liczyła 141 mieszkańców.